# Suwardatta
Suwardatta (Šuwardata) war ein Fürst von Qeltu, einer bisher nicht mit Sicherheit identifizierten Stadt in Palästina, der der Autor von acht Amarna-Briefen war (EA 271, 290 (Nennung), 278 bis 284, 366). In einem Brief (EA 279) bittet er den ägyptischen König um Hilfe (meist Bogenschützen), da er offensichtlich militärisch bedrängt wurde. Mehrmals beschreibt er die Situation als ernst (EA 283) und er scheint sogar seine eigene Stadt verloren zu haben, konnte sie jedoch wieder einnehmen (EA 280). An einem Punkt verfeindete er sich mit Abdi-Hepa von Jerusalem, der die Stadt des Suwardatta einnahm (EA 280).

## Die Briefe
- EA 272 Brief des Statthalters Milkilu von Gezer, er berichtet von einem Krieg der Apiru gegen ihn und Suwardatta
- EA 278: Suwardatta bestätigt, dass er einen Befehl des ägyptischen Königs ausgeführt hat.
- EA 279: Suwardatta berichtet von Land, das verloren wurde und bittet um Bogenschützen
- EA 280: Suwardatta berichtet von der Eroberung von Qeltu, das anscheinend vorher verloren gegangen war; berichtet von Eroberungen des Abdi-Hepa, der wiederum unsere Stadt, wohl Qeltu eroberte
- EA 281: Städte rebellieren gegen Suwardatta
- EA 282: Suwardatta findet sich alleine und bitten um Bogenschützen
- EA 283: Suwardatta wird von 30 Städten bedroht und bittet um Bogenschützen
- EA 284: Suwardatta berichtet von dem Verlust an Land
- EA 290: Brief des Abdi-Hepa von Jerusalem, er beklagt sich über Eroberungen des Milikilu und des Suwardatta
- EA 366: Berichtet von Krieg gegen die Apiru